# Alain Bondue
Alain Bondue (Roubaix, 8 d'abril de 1959) va ser un ciclista francès que fou professional entre 1980 i 1987. Va combinar el ciclisme en pista amb la carretera, aconseguint nombrosos èxits en ambdues disciplines.
Com a ciclista amateur va prendre part en els Jocs Olímpics de Moscou de 1980, en què guanyà una medalla de plata en la prova de persecució individual, per darrere Robert Dill-Bundi.
Com a professional va guanyar una etapa a la Volta a Espanya de 1986 i nombroses curses en pista, entre elles dos campionats del món de persecució i quatre de França.
En retirar-se va passar a desenvolupar tasques directives a l'equip Cofidis entre 1997 i 2005.

## Palmarès
- 1979
  -  Campió de França de persecució individual amateur
  -  Campió de França de persecució per equips amateur
- 1980
  -  Campió de França de persecució individual amateur
  -  Campió de França de persecució per equips amateur
  -  Medalla de plata als Jocs Olímpics de Moscou en la prova de persecució individual
- 1981
  -  Campió del món de persecució individual
  -  Campió de França de persecució individual
  - 1r al Gran Premi de Saint-Raphaël
- 1982
  -  Campió del món de persecució individual
  -  Campió de França de persecució individual
  - Vencedor d'una etapa del Gran Premi del Midi Libre
- 1984
  - 1r als Boucles de Flandes
- 1985
  -  Campió de França de persecució individual
- 1986
  -  Campió de França de persecució individual
  - Vencedor d'una etapa de la Volta a Espanya

## Resultats al Tour de França
- 1984. 99è de la classificació general
- 1985. 121è de la classificació general
- 1986. 124è de la classificació general

### Resultats a la Volta a Espanya
- 1986. 102è de la classificació general. Vencedor d'una etapa